# Campeonato Sergipano de Futebol Feminino de 2022
O Campeonato Sergipano de Futebol Feminino de 2022 foi a 8ª edição deste campeonato de futebol feminino organizado pela Federação Sergipana de Futebol (FSF), o torneio terá início em 22 de outubro e terminará em 26 de novembro..
Nesta edição a competição contará com a participação de clubes tradicionais do estado, sendo eles o Lagarto e América de Propriá ambos estreando, a volta do Sport-SE, sendo o atual campeão é o Estanciano.

## Regulamento
O Campeonato Sergipano de Futebol Feminino de 2022 será realizado em três fases distintas:
- Na primeira fase, as dez agremiações serão divididas em dois grupos com cinco equipes que se enfrentarão em turno único entre si, as duas primeiras de cada grupo se classificarão.
- Nas semifinais, os duelos se tornarão eliminatórios, sendo disputados em partidas única, com mando para as equipes de melhor campanha. Nessa fase, o time com melhor desempenho na primeira fase terá vantagem do empate.
- A final, será disputada em jogo único no Batistão. O vencedor da competição ganhará uma vaga na Série A3 de 2023.

### Critérios de desempate
O desempate entre duas ou mais equipes na primeira fase seguiu a ordem definida abaixo:
1. Número de vitórias
2. Saldo de gols
3. Gols marcados
4. Confronto direto
5. Menor número de cartões vermelhos recebidos
6. Menor número de cartões amarelos recebidos
7. Sorteio

## Participantes
Segue abaixo os clubes participantes da edição em 2022: 

## Primeira Fase

### Grupo A
| Grupo A | Grupo A            | Grupo A | Grupo A | Grupo A | Grupo A | Grupo A | Grupo A | Grupo A | Grupo A | Grupo A | Grupo A |
| Pos     | Times              | Pts     | J       | V       | E       | D       | GP      | GC      | SG      | %       |         |
| ------- | ------------------ | ------- | ------- | ------- | ------- | ------- | ------- | ------- | ------- | ------- | ------- |
| 1       | Estanciano         | 12      | 4       | 4       | 0       | 0       | 22      | 1       | +21     | 100     |         |
| 2       | Lagarto            | 7       | 4       | 2       | 1       | 1       | 10      | 10      | 0       | 58      |         |
| 3       | Canindé            | 7       | 4       | 2       | 1       | 1       | 8       | 8       | 0       | 58      |         |
| 4       | América de Propriá | 3       | 4       | 1       | 0       | 3       | 6       | 15      | -9      | 25      |         |
| 5       | Botafogo-SE        | 0       | 4       | 0       | 0       | 4       | 0       | 12      | -12     | 0       |         |

|  |                                    |
|  |                                    |
|  | Equipes classificadas à Fase Final |
|  | Equipes Eliminadas                 |

| América de Propriá | ―     | –    | –     | 1 – 7 | 2 – 5 |
| Botafogo-SE        | W.O.  | ―    | –     | –     | W.O.  |
| Canindé            | 3 – 0 | W.O. | ―     | –     | –     |
| Estanciano         | –     | W.O. | 6 – 0 | ―     | –     |
| Lagarto            | –     | –    | 2 – 2 | 0 – 6 | ―     |

|  |                     |  |        |  |                      |
|  | Vitória do Mandante |  | Empate |  | Vitória do Visitante |

#### Resultados
| 22 de outubro de 2022 | Canindé | 3 – 0 W.O.                   | Botafogo-SE | Canindé de São Francisco                     |  |
| 15:00                 |         | [ Sumúla FSF] [ Borderô FSF] |             | Estádio: Andrezão Público: pagantes Árbitro: |  |

| 22 de outubro de 2022 | América de Propriá | 1 – 7                        | Estanciano | Aracaju                                      |  |
| 15:00                 |                    | [ Sumúla FSF] [ Borderô FSF] |            | Estádio: Adolfo Rollemberg Público: pagantes |  |

| 2 de novembro de 2022 | Botafogo-SE | 0 – 3 W.O.                   | América de Propriá | Cristinápolis                                |  |
| 15:00                 |             | [ Sumúla FSF] [ Borderô FSF] |                    | Estádio: Geraldão Público: pagantes Árbitro: |  |

| 2 de novembro de 2022 | Lagarto | 2 – 2                        | Canindé | Lagarto                             |  |
| 15:00                 |         | [ Sumúla FSF] [ Borderô FSF] |         | Estádio: Barretão Público: pagantes |  |

| 5 de novembro de 2022 | América de Propriá | 2 – 5                        | Lagarto | Aracaju                                               |  |
| 15:00                 |                    | [ Sumúla FSF] [ Borderô FSF] |         | Estádio: Adolfo Rollemberg Público: pagantes Árbitro: |  |

| 9 de novembro de 2022 | Estanciano | 3 – 0 W.O.                   | Botafogo-SE | Estância                           |  |
| 15:00                 |            | [ Sumúla FSF] [ Borderô FSF] |             | Estádio: Francão Público: pagantes |  |

| 12 de novembro de 2022 | Canindé | 3 – 0                        | América de Propriá | Canindé de São Francisco            |  |
| 15:00                  |         | [ Sumúla FSF] [ Borderô FSF] |                    | Estádio: Andrezão Público: pagantes |  |

| 19 de novembro de 2022 | Lagarto | 0 – 6                        | Estanciano | Lagarto                                      |  |
| 15:00                  |         | [ Sumúla FSF] [ Borderô FSF] |            | Estádio: Barretão Público: pagantes Árbitro: |  |

| 15 de novembro de 2022 | Botafogo-SE | 0 – 3 W.O.                   | Lagarto | Cristinápolis                       |  |
| 15:00                  |             | [ Sumúla FSF] [ Borderô FSF] |         | Estádio: Geraldão Público: pagantes |  |

| 15 de novembro de 2022 | Estanciano | 6 – 0                        | Canindé | Estância                                    |  |
| 15:00                  |            | [ Sumúla FSF] [ Borderô FSF] |         | Estádio: Francão Público: pagantes Árbitro: |  |

### Grupo B
| Grupo B | Grupo B         | Grupo B | Grupo B | Grupo B | Grupo B | Grupo B | Grupo B | Grupo B | Grupo B | Grupo B | Grupo B |
| Pos     | Times           | Pts     | J       | V       | E       | D       | GP      | GC      | SG      | %       |         |
| ------- | --------------- | ------- | ------- | ------- | ------- | ------- | ------- | ------- | ------- | ------- | ------- |
| 1       | Cotinguiba      | 9       | 4       | 3       | 0       | 1       | 11      | 4       | +7      | 75      |         |
| 2       | Sport-SE        | 9       | 4       | 3       | 0       | 1       | 8       | 5       | +3      | 75      |         |
| 3       | Força Jovem     | 6       | 4       | 2       | 0       | 2       | 7       | 5       | +2      | 50      |         |
| 4       | Rosário Central | 6       | 4       | 2       | 0       | 2       | 5       | 5       | 0       | 50      |         |
| 5       | Santos Dumont   | 0       | 4       | 0       | 0       | 4       | 0       | 12      | -12     | 0       |         |

|  |                                    |
|  |                                    |
|  | Equipes classificadas à Fase Final |
|  | Equipes Eliminadas                 |

| Cotinguiba      | ―     | 2 – 0 | –     | –    | 5 – 2 |
| Força Jovem     | –     | ―     | 2 – 0 | W.O. | –     |
| Rosário Central | 2 – 1 | –     | ―     | W.O. | –     |
| Santos Dumont   | W.O.  | –     | –     | ―    | W.O.  |
| Sport-SE        | –     | 1 – 0 | 2 – 0 | –    | ―     |

|  |                     |  |        |  |                      |
|  | Vitória do Mandante |  | Empate |  | Vitória do Visitante |

#### Resultados
| 23 de outubro de 2022 | Cotinguiba | 5 – 2                        | Botafogo-SE | Aracaju                                               |  |
| 9:00                  |            | [ Sumúla FSF] [ Borderô FSF] |             | Estádio: Adolfo Rollemberg Público: pagantes Árbitro: |  |

| 23 de outubro de 2022 | Força Jovem | 3 – 0 W.O.                   | Santos Dumont | Aracaju                                      |  |
| 15:00                 |             | [ Sumúla FSF] [ Borderô FSF] |               | Estádio: Adolfo Rollemberg Público: pagantes |  |

| 2 de novembro de 2022 | Rosário Central | 2 – 1                        | Cotinguiba | São Cristóvão                                      |  |
| 15:00                 |                 | [ Sumúla FSF] [ Borderô FSF] |            | Estádio: Campo do Limão Público: pagantes Árbitro: |  |

| 19 de novembro de 2022 | Sport-SE | 1 – 0                        | Força Jovem | Aracaju                              |  |
| 15:00                  |          | [ Sumúla FSF] [ Borderô FSF] |             | Estádio: Anchietão Público: pagantes |  |

| 15 de novembro de 2022 | Força Jovem | 2 – 0                        | Rosário Central | Aracaju                                               |  |
| 15:00                  |             | [ Sumúla FSF] [ Borderô FSF] |                 | Estádio: Adolfo Rollemberg Público: pagantes Árbitro: |  |

| 15 de novembro de 2022 | Santos Dumont | 0 – 3 W.O.                   | Sport-SE | Aracaju                                      |  |
| 15:00                  |               | [ Sumúla FSF] [ Borderô FSF] |          | Estádio: Adolfo Rollemberg Público: pagantes |  |

| 12 de novembro de 2022 | Rosário Central | 3 – 0 W.O.                   | Santos Dumont | São Cristóvão                                      |  |
| 15:00                  |                 | [ Sumúla FSF] [ Borderô FSF] |               | Estádio: Campo do Limão Público: pagantes Árbitro: |  |

| 12 de novembro de 2022 | Cotinguiba | 2 – 0                        | Força Jovem | Aracaju                                      |  |
| 15:00                  |            | [ Sumúla FSF] [ Borderô FSF] |             | Estádio: Adolfo Rollemberg Público: pagantes |  |

| 12 de novembro de 2022 | Sport-SE | 2 – 0                        | Rosário Central | Aracaju                                               |  |
| 15:00                  |          | [ Sumúla FSF] [ Borderô FSF] |                 | Estádio: Adolfo Rollemberg Público: pagantes Árbitro: |  |

| 15 de novembro de 2022 | Santos Dumont | 0 – 3 W.O.                   | Cotinguiba | Aracaju                                      |  |
| 15:00                  |               | [ Sumúla FSF] [ Borderô FSF] |            | Estádio: Adolfo Rollemberg Público: pagantes |  |

### Desempenho por rodada
|         | 1   | 2   | 3   | 4   | 5   |
| Grupo A | EST | CAN | EST | EST | EST |
| Grupo B | COT | COT | COT | COT | COT |

|         | 1   | 2   | 3   | 4   | 5   |
| Grupo A | AME | BOT | BOT | BOT | BOT |
| Grupo B | SPT | SDM | SDM | SDM | SDM |

## Fase Final
Em negrito, os clubes classificados
|  | Semifinais | Semifinais |   |  | Final      | Final |  |
|  |            |            |   |  |            |       |  |
|  |            |            |   |  |            |       |  |
|  | Estanciano | 8          |   |  |            |       |  |
|  | Sport-SE   | 0          |   |  |            |       |  |
|  |            |            |   |  |            |       |  |
|  |            |            |   |  |            |       |  |
|  |            |            |   |  | Estanciano | 4     |  |
|  |            | Lagarto    | 0 |  |            |       |  |
|  |            |            |   |  |            |       |  |
|  |            |            |   |  |            |       |  |
|  |            |            |   |  |            |       |  |
|  |            |            |   |  |            |       |  |
|  | Cotinguiba | 1          |   |  |            |       |  |
|  | Lagarto    | 2          |   |  |            |       |  |

### Final
| 26 de novembro | Estanciano | 4 – 0 | Lagarto | Batistão, Aracaju |
| 15h00min       |            |       |         |                   |

## Classificação Geral
- A,BO Botafogo de Cristinápolis e o Santos Dumont desistiram da competição e seus jogos serão atribuído W.O e placar de 3x0 para seus adversários.